# مهدی مشاط
مهدی مشاط (عربی: مهدي المشاط؛ زاده ۱۹۸۶) سیاستمدار یمنی، رئیس شورای عالی سیاسی و رهبر نظامی از جنبش حوثی‌ها است.